# Trieces hokkaidensis
Trieces hokkaidensis är en stekelart som beskrevs av Kanetosi Kusigemati 1967. 
Trieces hokkaidensis ingår i släktet Trieces och familjen brokparasitsteklar. Inga underarter finns listade i Catalogue of Life.